# Múscul pterigoidal lateral
El múscul pterigoidal lateral (musculus pterygoideus lateralis) o múscul pterigoidal extern (musculus pterygoideus externus), és un múscul que es troba a la fossa zigomàtica. És curt, de forma cònica i el seu vèrtex es troba en l'articulació temporomandibular. Es poden observar dos feixos: 
- el feix esfenoidal o superior, a la part horitzontal de la cara externa de l'ala major de l'esfenoide, de la cresta esfenotemporal, i l'ala externa de l'apòfisi pterigoidal.
- el feix pterigoidal o inferior que s'origina en l'ala externa de l'apòfisi pterigoidal, en l'apòfisi piramidal del palatí i en la tuberositat del maxil·lar.

Tots dos feixos convergeixen cap a fora i acaben per fondre's en inserir-se en la part interna del coll del còndil de la mandíbula, a la càpsula corresponent del menisc interarticular de l'articulació temporomandibular.
Està innervat per la branca del maxil·lar inferior (V/3), tercera branca del nervi trigemin.

## Acció
És l'encarregat de la protrusió i els moviments de lateralitat de la mandíbula. Els dos feixos musculars del pterigoidal lateral, funcionen de forma independent l'un de l'altre. Així el feix superior es contrau quan hi ha tancament masticatori, juntament amb el múscul temporal quan es fa un moviment lateral, mentre que a l'altre costat apareixerà contracció simultània del ventre inferior. Els trastorns oclusius afecten el seu funcionament portant-ho a contractures musculars; o, també, poden desplaçar el còndil de la mandíbula de la fossa articular de l'os temporal i ocasionar una disfunció temporomandibular.

## Imatges

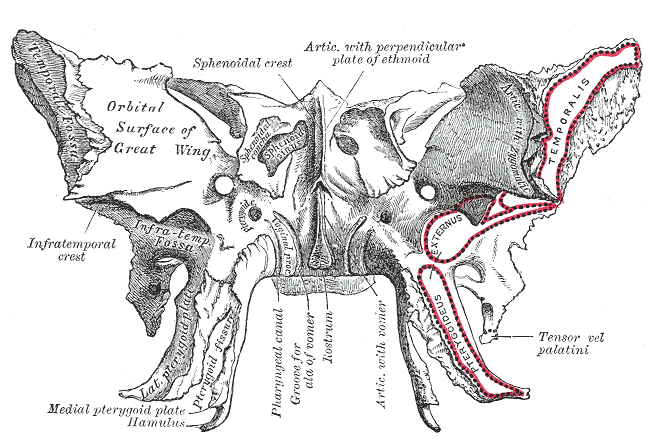
Os esfenoide. Superícies anterior i inferior.
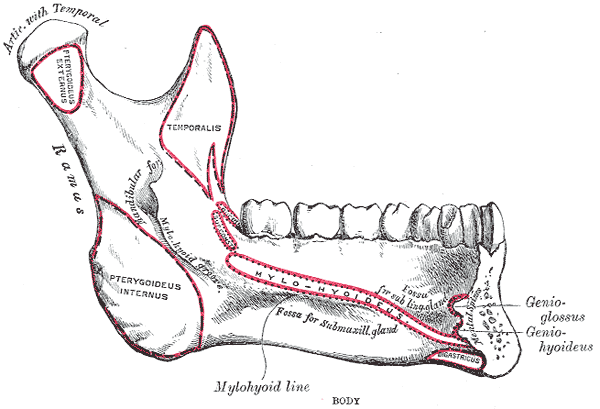
Mandíbula. Surperfície interior.
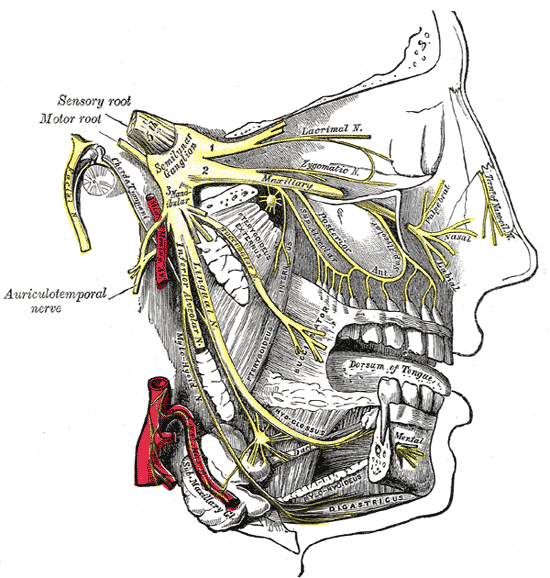
Distribució dels nervis maxil·lar i mandibular, i el gangli submaxil·lar.